# Marlon Licona
Marlon Javier Licona López (Catacamas, Olancho, Honduras, 9 de febrero de 1991) es un futbolista hondureño, juega como portero y su actual club es el Motagua de la Liga Nacional de Honduras.

## Trayectoria

### Motagua
Marlon Licona inició su carrera en Motagua, en 2010 fue ascendido al primer equipo bajo el mando de Ramón Maradiaga. Debutó con el «azul profundo» el 17 de abril de 2010, durante la última jornada del torneo, en el empate de 0 a 0 contra Deportes Savio en Santa Rosa de Copán.
Durante la liguilla del Torneo Apertura 2014, Licona se dio a la tarea de sustituir a Sebastián Portigliatti por lesión, alcanzando un rendimiento sobresaliente, a tal punto de convertirse en figura del club durante la obtención del título en la final ante Real Sociedad.

### Honduras Progreso
El 16 de enero de 2018, se anunció su incorporación al Honduras Progreso, en concepto de préstamo y con el objetivo de salvar la categoría. Al final del torneo, luego de haber sido regular en el once «ribereño» y de haber cumplido el objetivo esencial, Licona acumuló 14 juegos disputados y 19 goles encajados.

### Vuelta a Motagua
En julio de 2018, Licona regresó a la institución «motagüense», como segundo portero del club.

## Selección nacional

### Selecciones menores
Marlon Licona fue miembro de la selección nacional sub-17 y sub-20. En ambas categorías disputó mundiales; logrando participación en el mundial sub-17, pero siendo suplente en el sub-20.
Participaciones en Copas del Mundo
| Mundial                     | Sede          | Resultado      |
| --------------------------- | ------------- | -------------- |
| Copa Mundial Sub-17 de 2007 | Corea del Sur | Fase de grupos |
| Copa Mundial Sub-20 de 2009 | Egipto        | Fase de grupos |

## Estadísticas

### Clubes
| Club | Temporada           | Div.                | Liga  | Liga | Liga | Copas Nacionales | Copas Nacionales | Copas Nacionales | Copas Internacionales | Copas Internacionales | Copas Internacionales | Total | Total | Total | Total |
| Club | Temporada           | Div.                | Part. | GR   | VI   | Part.            | GR               | VI               | Part.                 | GR                    | VI                    | Part. | GR    | VI    | Media |
| --- | ------------------- | ------------------- | ----- | ---- | ---- | ---------------- | ---------------- | ---------------- | --------------------- | --------------------- | --------------------- | ----- | ----- | ----- | ----- |
| Motagua Honduras |                     |                     |       |      |      |                  |                  |                  |                       |                       |                       |       |       |       |       |
| 2009-10 | 1.ª                 | 1                   | 0     | 1    | -    | -                | -                | -                | -                     | -                     | 1                     | 0     | 1     | 0     |       |
| 2010-11 | 1.ª                 | 8                   | ?     | ?    | -    | -                | -                | -                | -                     | -                     | 8                     | ?     | ?     | ?     |       |
| 2011-12 | 1.ª                 | 2                   | ?     | ?    | -    | -                | -                | -                | -                     | -                     | 2                     | ?     | ?     | ?     |       |
| 2012-13 | 1.ª                 | -                   | -     | -    | -    | -                | -                | -                | -                     | -                     | -                     | -     | -     | -     |       |
| 2013-14 | 1.ª                 | 16                  | 21    | 2    | -    | -                | -                | -                | -                     | -                     | 16                    | 21    | 2     | 1.31  |       |
| 2014-15 | 1.ª                 | 13                  | 20    | 2    | 4    | 6                | 1                | -                | -                     | -                     | 17                    | 26    | 3     | 1.53  |       |
| 2015-16 | 1.ª                 | 17                  | 19    | 5    | 4    | 2                | 2                | 1                | 1                     | 0                     | 22                    | 22    | 7     | 1.05  |       |
| 2016-17 | 1.ª                 | 11                  | 12    | 5    | 1    | 1                | 0                | -                | -                     | -                     | 12                    | 13    | 5     | 1.09  |       |
| 2017-18 | 1.ª                 | 3                   | 2     | 1    | -    | -                | -                | -                | -                     | -                     | 3                     | 2     | 1     | 0.67  |       |
| Total | Total               | 71                  | 74    | 16   | 9    | 9                | 3                | 1                | 1                     | 0                     | 81                    | 84    | 19    | 1.05  |       |
| Honduras Progreso Honduras |                     |                     |       |      |      |                  |                  |                  |                       |                       |                       |       |       |       |       |
| 2017-18 | 1.ª                 | 14                  | 19    | 4    | -    | -                | -                | -                | -                     | -                     | 14                    | 19    | 4     | 1.36  |       |
| Total | Total               | 14                  | 19    | 4    | 0    | 0                | 0                | 0                | 0                     | 0                     | 14                    | 19    | 4     | 1.36  |       |
| Motagua Honduras |                     |                     |       |      |      |                  |                  |                  |                       |                       |                       |       |       |       |       |
| 2018-19 | 1.ª                 | 9                   | 6     | 5    | -    | -                | -                | -                | -                     | -                     | 9                     | 6     | 5     | 0.67  |       |
| 2019-20 |                     | 9                   | 7     | 3    | -    | -                | -                | 1                | -                     | -                     | 10                    | 2     | 1     | 0.67  |       |
| 2020-21 |                     | 6                   | 7     | 2    | -    | -                | -                | 1                | 2                     | 0                     | 7                     | 9     | 2     | 0.67  |       |
| 2021-22 |                     | 22                  | 18    | 11   | -    | -                | -                | 1                | 2                     | 1                     | 23                    | 20    | 12    | 0.78  |       |
| 2022-23 |                     | 24                  | -     | -    | -    | -                | -                | 2                | -                     | -                     | 26                    | -     | -     | -     |       |
| Total | Total               | 70                  | 38    | 21   | -    | -                | -                | 5                | 4                     | 1                     | 75                    | 40    | 22    | 0.83  |       |
| Victoria Honduras |                     |                     |       |      |      |                  |                  |                  |                       |                       |                       |       |       |       |       |
| 2023-24 | 1.ª                 | 14                  | 0     | 0    | -    | -                | -                | -                | -                     | -                     | 14                    | -     | -     | -     |       |
| Total | Total               | 14                  | 0     | 0    | -    | -                | -                | -                | -                     | -                     | 14                    | -     | -     | -     |       |
| Motagua Honduras |                     |                     |       |      |      |                  |                  |                  |                       |                       |                       |       |       |       |       |
| 2024-25 | 1.ª                 | 32                  | 0     | 0    | -    | -                | -                | 4                | -                     | -                     | 36                    | -     | -     | -     |       |
| Total | Total               | 32                  | 0     | 0    | -    | -                | -                | 4                | -                     | -                     | 36                    | -     | -     | -     |       |
| Total en su carrera | Total en su carrera | Total en su carrera | 201   | 131  | 41   | 9                | 9                | 3                | 10                    | 5                     | 1                     | 219   | 145   | 45    | 1.01  |
| (1) Incluye datos de la Copa de Honduras (2014-17) y Supercopa de Honduras (2017). (2) Incluye datos de la Liga de Campeones de la Concacaf (2015-22) y Liga Concacaf (2020-21). (3) No incluye datos de partidos amistosos. |                     |                     |       |      |      |                  |                  |                  |                       |                       |                       |       |       |       |       |

## Palmarés

### Campeonatos nacionales
| Título                | Club    | País     | Año  |
| --------------------- | ------- | -------- | ---- |
| Torneo Clausura       | Motagua | Honduras | 2011 |
| Torneo Apertura       | Motagua | Honduras | 2014 |
| Torneo Apertura       | Motagua | Honduras | 2016 |
| Torneo Clausura       | Motagua | Honduras | 2017 |
| Supercopa de Honduras | Motagua | Honduras | 2017 |
| Torneo Apertura       | Motagua | Honduras | 2018 |
| Torneo Clausura       | Motagua | Honduras | 2019 |
| Torneo Clausura       | Motagua | Honduras | 2022 |

## Vida privada
Está casado con Maybey Ramírez, con quien tiene dos hijos.